# José Francisco Orozco y Jiménez

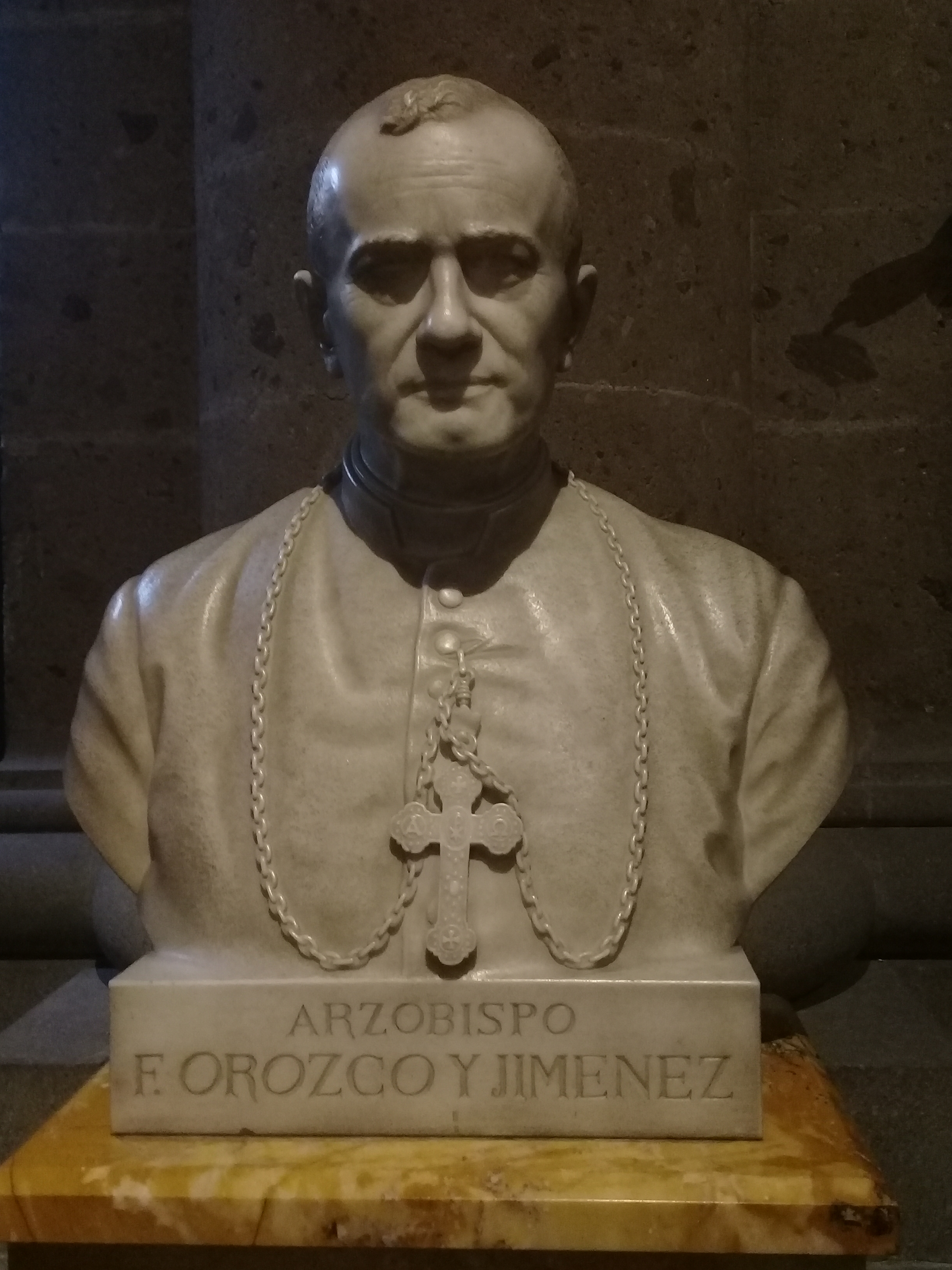

José Francisco Orozco y Jiménez (Zamora, 19 november 1864 - Guadalajara, 18 februari 1936) was een Mexicaans rooms-katholiek geestelijke.
Hij werd ingewijd als priester in 1887 en werd in 1902 bisschop van Chiapas. In 1913 werd hij aangewezen als aartsbisschop van Guadalajara. Orozco is vooral bekend vanwege de rol die hij speelde in de Cristero-oorlog, waarbij rooms-katholieke rebellen de Mexicaanse regering bestreden. Hoewel hij het geweld officieel veroordeelde stond hij oogluikend hulp aan de cristero's toe. Desalniettemin is zijn precieze rol in de opstand omstreden. Volgens sommigen was hij de leider, maar anderen ontkennen dit.
- Biblioteca Nacional de España: XX1487393
- International Standard Name Identifier: 0000 0000 6142 1977
- Library of Congress Control Number: nr96025643
- Système universitaire de documentation: 183869834
- Virtual International Authority File: 41739286
- WorldCat: E39PBJkHtQvMh3QHfj6xVVMdcP